# Культура XX століття
Багато чого в культурі XX ст. робить її зовсім іншою в порівнянні з усією попередньою історією людства. З небаченою силою проявилася закономірність прискорення історичного процесу. Перестають відігравати попередню роль простори і відстані, а протягом життя лише одного покоління відбуваються зміни такої глибини і значущості, що вони змінюють і образ світу, і спосіб мислення. Якщо останні 50 тисяч років існування людства виміряти числом поколінь (тривалість життя покоління умовно приймемо за 62 роки, хоча у давнину людині було відведено строк у 2—2,5 рази менший), то всього одержимо близько 800 таких поколінь. З них 650 провели своє життя у печерах. Тільки протягом 70 останніх поколінь став можливим тісніший зв'язок між людьми завдяки писемності. Лише протягом життя останніх шести поколінь ми познайомилися з друкованим словом, а при чотирьох — навчилися досить точно вимірювати час. Лише останні два користуємося електромотором. А переважна більшість всіх матеріальних цінностей, з якими ми маємо справу у повсякденному житті, була вперше створена протягом життя сучасного покоління. Відзначимо, що при збереженні нинішніх глобальних демографічних тенденцій років через 40—50 кількість людей, які живуть на землі, вперше в історії перевищить кількість усіх померлих разом взятих. І це не фантастичне припущення — в Індії і Китаї в кінці XX століття вже проживає по мільярду чоловік.
Світ культури ускладнився і розширився. Людині стали підвладні небачені раніше види енергії. Породжені людиною техніка і технології вирішальним чином визначають умови людського існування, змінюючи ландшафт і клімат. Створюються нові види мистецтва. Зовсім не випадково сучасну західну цивілізацію іменують техногенною (тобто породженою технікою, вирішальним чином залежною від технологічного базису, умов і способів людської діяльності).
Розвиток культури відбувався у дуже складному глобальному політичному контексті: дві світові війни, виникнення і крах тоталітарних режимів, розкол світу на дві суспільні системи і багаторічне військово-політичне протистояння між ними («холодна війна»), криза і крах соціалістичного ладу, розпад держав з багатовіковою історією (на початку століття — Австро-Угорщини, у кінці — Радянського Союзу), формування «третього світу» з його проблемами, існування вогнищ багаторічних військових конфліктів. Все це не могло не викликати драматичні (а часто — катастрофічні) потрясіння.
20 століття завершилося, чого не можна сказати про ті тенденції, які спостерігалися в різних сферах культури. Відкритих питань і проблем, що чекають свого вирішення, на сьогоднішній день набагато більше, ніж на початку сторіччя.

## Наука та її досягнення
XX ст. характеризується проникненням науки не тільки у виробництво, але її зростаючим впливом на всі без винятку сторони життя людини, аж до побуту. Прориви в галузі наукового пізнання у XX ст. настільки грандіозні, що наука стає дійовою економічною силою, важливим чинником суспільно-політичного процесу, стратегічним військовим ресурсом. Так, великі відкриття в галузі фізики (А. Ейнштейн, Н. Бор, Е. Резерфорд та інші) дозволили отримувати і використовувати ядерну енергію. Вражаюча сила відкритої Ейнштейном формули Е = mc2 — це не тільки тріумф людського генія, але й тривожна ознака атомного бомбардування (6 і 9 серпня 1945 американська авіація скинула атомні бомби на японські міста Хіросіму і Нагасакі), Чорнобильської катастрофи. Не випадково в середині століття Альберт Ейнштейн став (разом з англійським філософом Бертраном Расселом) автором знаменитого «Маніфесту», який проголосив заклик відмовитися від попереднього погляду на світ, від колишніх способів з'ясовувати між собою відносини.
Протягом сторіччя наукове знання, розвиваючись, зазнавало істотних змін. Поряд з диференціацією, що поглиблюється, відбувається ще глибший процес інтеграції наук. Не академічні правила, як в XIX столітті, а відкриття глибинних зв'язків і закономірностей перетворює їх на цілісну взаємообумовлену теоретичну систему. Людина осягає таємниці мікросвіту (П'єр і Марія Кюрі, Макс Планк, Нільс Бор та ін.), відкриває структуру ДНК (доповідь Д. Вотсона і Ф. Кріка оприлюднена у 1953), проникає в таємниці походження Всесвіту, всієї світобудови (роботи космолога сучасності С. Гокінга).

### Медицина

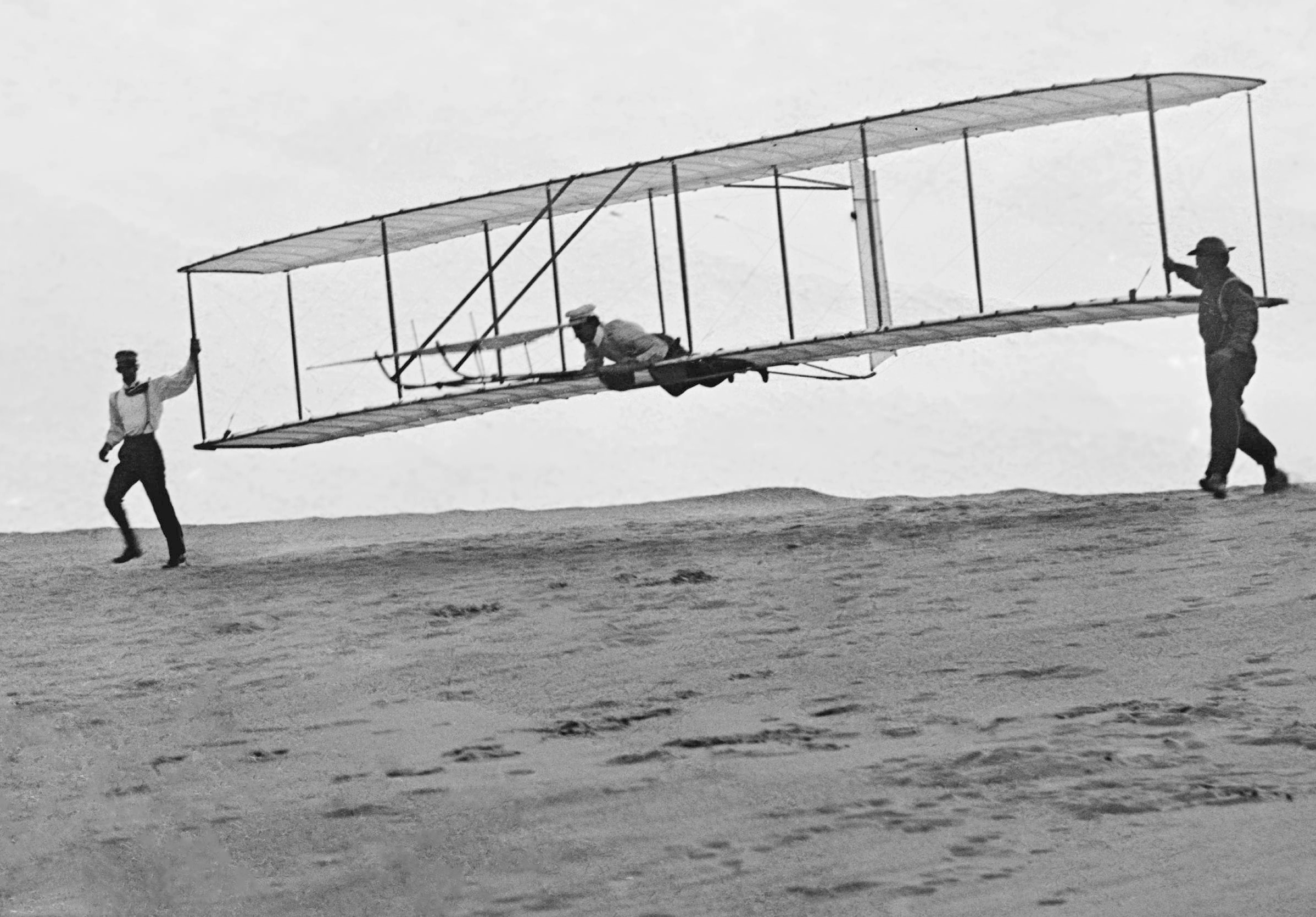

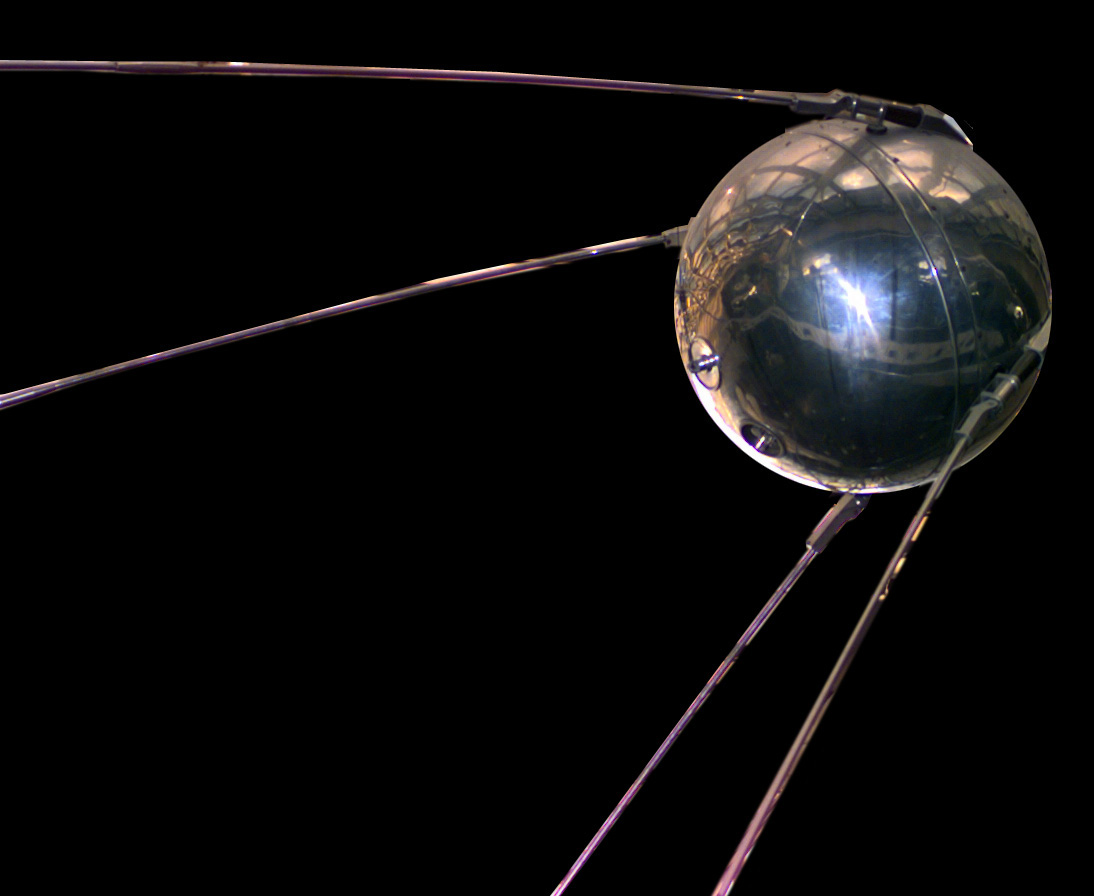
Перший у світі штучний супутник Землі

Важливі відкриття відбувалися в медицині і фармацевтиці. У 1910 р. Пауль Ерліх відкриває перші хіміотерапевтичні ліки — салварсан, який був успішно використаний при лікуванні сифілісу. У 1921 р. Фредерік Бантинг і Чарлз Бест уперше отримали інсулін (синтезувати його навчилися тільки в 1965 р.). У 1928 р.  шотландський бактеріолог Александер Флемінг відкрив пеніцилін. У 1958 р. Я. Дональд проводить свої новаторські дослідження в галузі ультразвукової діагностики. У 1933 р. першу трансплантацію нирки від людини до людини здійснює в Харкові професор Юрій Вороний, великий внесок у трансплантацію нирки зробив Джозеф Маррі. У 1967 р. Крістіан Барнард у Кейптауні (ПАР) проводить першу успішну операцію з трансплантації серця людині.

### Аеронавтика і космонавтика
У 1903 брати Райт здійснили перший політ на літальному апараті, важчому за повітря (аероплані), сталося це в Кітті-Хок (Північна Кароліна, США). У тому ж році калузький вчитель Костянтин Ціолковський публікує перші роботи, де розглядає практичні аспекти аеронавтики. У 1909 Луї Блеріо перелітає (за 36 хвилин) Ла-Манш, в 1927 Чарльз Ліндберг здійснює перший безпосадочний переліт через Атлантику. Перший світовий рекорд швидкості з екіпажем (три чоловіки) — 111 км за годину встановлює 29 грудня 1911 р. Ігор Сікорський поблизу Києва. У 1939 І. Сікорський винаходить гелікоптер.
У 1957 р. почалася космічна ера. В СРСР конструкторським бюро під керівництвом С. Корольова був створений і успішно запущений на орбіту перший штучний супутник Землі. Ця подія, що приголомшила світ, показала, яким неухильним є прогрес у повітроплаванні. На початку століття політ аероплана сприймався як дивовижне видовище.
А 12 квітня 1961 р. здійснив за 89 хвилин виток навколо Землі й успішно повернувся на Землю радянський космічний корабель «Восток-1» з людиною на борту — Юрієм Гагаріним. Незабутньою подією для всіх землян була перша посадка на Місяці — 20 липня 1969 американські астронавти Нейл Армстронг і Едвін Олдрін здійснили прогулянку місячною поверхнею. Шістсот мільйонів телеглядачів безпосередньо «були присутніми» при цій події. Тепер на орбіті тривалий час працюють орбітальні космічні станції, пілотовані космічні польоти перестали бути рідкістю, хоча і досі вимагають від космонавтів мужності.

### Телебачення
Епохальну революцію в засобах комунікації викликала поява в 1946 р. телебачення. Винайдене В. Зворикіним — американським вченим російського походження (ним же винайдений, до речі, і електронний мікроскоп) — телебачення зайняло провідне місце серед засобів масової інформації, засобів реклами, інструментів політики. Сьогодні без телевізійного екрана неможливо уявити ані економіку, ані культуру. Величезну роль відіграє телебачення й у політичному житті. Вперше теледебати відіграли вирішальну роль під час виборчої кампанії 1960 р. у США, коли Джон Кеннеді видався американцям привабливішим, ніж його опонент — Річард Ніксон.

### Інформаційна ера

ENIAC — перша ЕОМ, створена у 40-х роках 20-го століття у США

З середини сторіччя з появою перших ЕОМ бере свій початок інформаційна ера. Вважається, що перша ЕОМ (електронно-обчислювальна машина) — «Марк» — була створена у 1937 Говардом Гейкеном з Гарвардського університету (фірма IBM почала серійне виробництво цієї машини). У 1945 в Університеті Пенсильванії (США) був створений перший комп'ютер — електронно-обчислювальна машина ENIAC (абревіатура англійських слів — «electronic numerator, integrator, analyser and computer» — обчислювач, інтегратор, аналізатор і комп'ютер). Він, як і «Марк», працював на електронних лампах, важив 30 тонн і виконував 5 тисяч операцій за секунду. З 1947 почали випускатися транзистори, застосування яких дозволило почати створення комп'ютерів надійніших і в той же час доступних фірмам і корпораціям. Інтегральна мікросхема, винайдена в 1960 Кілбі і Нойсом, а також мікропроцесор (створений в 1971 р. Гоффом) дозволяють досягти нових успіхів у підвищенні продуктивності комп'ютерів та їх компактності. Виникнення комп'ютерів (спочатку — електронних лічильних пристроїв) привело до кардинальних змін у розумінні орієнтирів і пріоритетів як економічного, так і розвитку взагалі. Відбувається те, що багатьма філософами і соціологами іменується «інформаційна революція»,- перехід до принципово нового, постіндустріального (або, знову ж, «інформаційного») суспільства. Світ, пов'язаний воєдино комп'ютерними мережами (типу глобальної мережі інтернет), дійсно починає являти собою єдиний організм, де на обмін новітніми даними потрібно усього декілька хвилин, декілька легких натиснень клавіш.
Комп'ютерні моделі стали сьогодні необхідною основою складних управлінських рішень, чинником стратегічного планування — як у бізнесі, так і в політиці. Комп'ютери змагаються з людиною за потужністю і витонченістю інтелекту (програма «Deep Blue» навіть виграла невеликий матч у екс-чемпіона світу з шахів Гаррі Каспарова — при цьому останню партію славетний чемпіон програв усього за 19 ходів!). Комп'ютерна грамотність все більше стає аналогом грамотності як такої, мало не замінюючи собою останню. А поки засоби комп'ютерної технології удосконалюються, на одному лазерному диску вміщуються вже скарби величезних музеїв, бібліотек, фонотек, архівосховищ. Сьогодні людство активно працює над створенням штучного інтелекту.

## Філософеми
Сучасна суспільна думка все глибше й міцніше утверджується в усвідомленні глибинного зв'язку природного і соціального. Розуміння розвитку суспільства в нерозривному зв'язку з розвитком біосфери було запропоноване В. І. Вернадським, який був першим президентом академії наук України. Він розробив вчення про «ноосферу» як закономірний процес природно-історичного розвитку людини. У роботі «Декілька слів про ноосферу» (1944) ним була дана така оцінка подіям: 
| «… в історії нашої планети настав критичний момент величезного для людини значення, що підготовлювався мільйонами, вірніше мільярдами років, що глибоко проник в мільйони людських поколінь». |
Сьогодні вже для всіх очевидний цілий комплекс глобальних проблем, від вирішення яких залежить майбутнє:
- негативний вплив на природне середовище, погіршення екологічних умов життя людей, різке, і не завжди виправдане, збільшення витрачання природних ресурсів;
- посилення нерівномірності у рівнях соціально-економічного розвитку між промислово розвиненими і країнами, що розвиваються (20 % жителів Землі користуються 80 % прибутків; велика група країн, до якої тепер потрапила й Україна, вимушена брати величезні позики, причому дуже часто нові позики йдуть на виплату відсотків за попередні, з 1984 виплати країн «третього світу» за відсотками вже перевищили позики);
- створення зброї масового знищення (відмінність ядерної зброї від усієї попередньої полягає в тому, що вона навіть без прямого застосування, фактом свого існування, вже несе небезпеку); безперервні військові конфлікти (для порівняння такі дані: у XVII ст. у війнах загинуло 3,3 млн чоловік, в XVIII ст. вже 5,4 млн, в XIX ст. — 5,7 млн, а тільки дві світові війни у XX ст. забрали понад 80 млн життів.

Таким чином, науковий розвиток і пов'язаний з ним прогрес матеріальної культури у XX ст. зумовили багаторазове посилення єдності людської культури в масштабах всієї планети, а також поєднання двох протилежних тенденцій — з одного боку, зросли можливості людини, а з іншого — людина стала своїм власним заручником.

## Художня культура

### Загальні особливості
Картина художнього життя XX ст. не порівнянна ні з однією з минулих епох за своєю різноманітністю і парадоксальністю. Виникає безліч нових жанрів — або завдяки новим технічним можливостям (кінематограф — більше ста років тому, комп'ютерна графіка — в наші дні), або внаслідок іншого переломлення традиційних (наприклад, концептуальне мистецтво, коли в картинах зображення заміняють написи). Вже не можна знайти минулої стильової єдності, відмічається як традиціоналізм, так і нестримне новаторство. Надзвичайно поширюється синтез мистецтв.
Серйозні дискусії пов'язані з трактуванням місця й ролі літератури і мистецтва в житті суспільства. У XIX столітті серед творчих людей сильними були прагнення своїм мистецтвом поліпшити життя і віра в те, що це досить швидко станеться. Ці надії зазнали краху. Відповідно, якщо в минулу епоху майстер прагнув бути зрозумілим, донести свій твір читачеві, глядачеві, слухачеві, то тепер все частіше виникає уявлення про самоцінність творчої особистості, певну замкненість творчості в собі самій. У мистецтві виникає тенденція перетворення його на елітарне (мистецтво для обраних, посвячених).
XVII–XVIII ст. пройшли під знаком раціоналізму, віри у всемогутність розуму людини, у XIX ст. посилюється увага до почуттів, емоцій. У XX столітті в центрі знаходиться сфера несвідомого. Надзвичайно істотну роль у виникненні нових художніх течій відіграла теорія психоаналізу Зигмунда Фрейда. Йому належить сама постановка питання про те, що підсвідомість бере участь у визначенні поведінки людини. Основу підсвідомого, за Фрейдом, складають сексуальні інстинкти (при цьому під «сексуальним» Фрейд розумів всю гамму позитивних почуттів). Вони ж зумовлюють більшість дій людини. З сексуальних конфліктів у глибинах психіки Фрейд виводить мораль, мистецтво, релігію. Пізніше неофрейдизм збереже його основну логіку, оцінку ірраціональних мотивів у вчинках людини, але усуне абсолютизацію сексуальних мотивів. Ось, наприклад, як описує творчий процес художник Андре Массон. Він вважає, що треба:
- 1) звільнити свідомість від раціональних зв'язків, досягнути стану, близького до трансу;
- 2) повністю підкоритися неконтрольованим позарозумовим імпульсам;
- 3) працювати за можливості швидко, не затримуючись для осмислення зробленого.

Якщо в кінці століття глобальні проблеми, які загрожують самому існуванню людства, очевидні всім, то відповідні настрої в мистецтві виникли ще на межі XIX—XX ст. Серед художньої інтелігенції набирає популярності філософія Фрідріха Ніцше з його недосказаністю, відкиданням традиційних цінностей, включаючи християнство, переконаністю у власній обраності (характерний підзаголовок його книги «Як говорив Заратустра» — «Книга для всіх і ні для кого»). Показовим є феноменальний успіх книги Освальда Шпенглера «Захід Європи», пронизаної песимізмом стосовно майбутнього цивілізації. Після Першої світової війни і з новою силою під час і після Другої у світоглядному центрі творчості багатьох великих майстрів опинилася філософія екзистенціалізму. Екзистенція — людське існування як єдність зовнішнього світу і внутрішніх переживань, але осягнути себе людина може тільки в пограничних ситуаціях (боротьба, страждання, смерть).

### Модернізм і постмодернізм

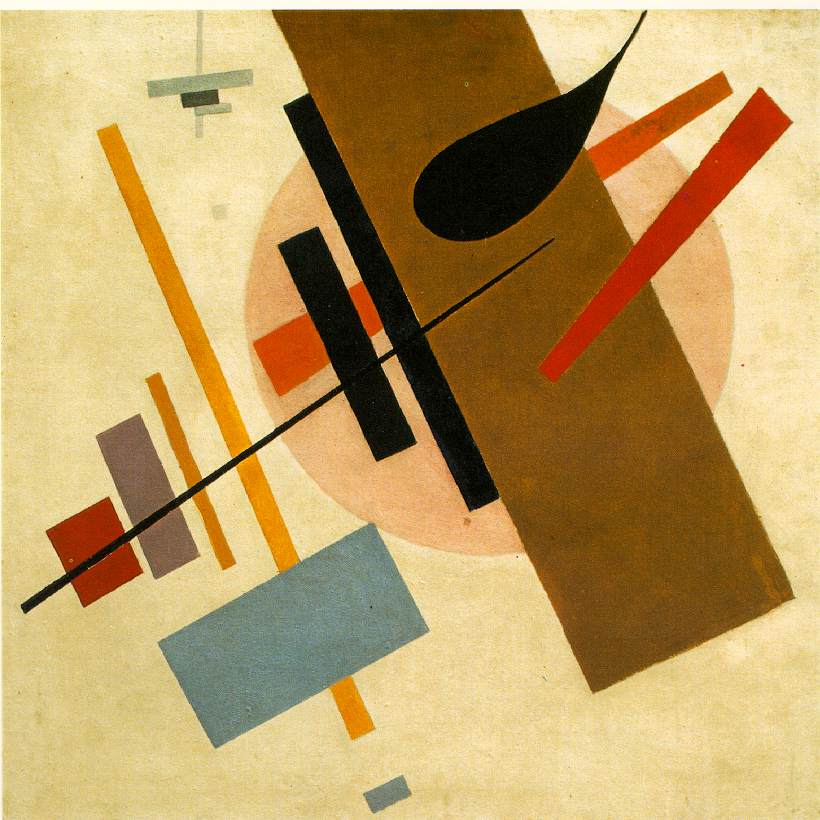
Казимир Малевич, Супрематизм

На початку XX ст. в сфері художньої творчості — у літературі, архітектурі, малярстві, музиці, театральному мистецтві — виникає безліч течій, груп, шкіл, які прийнято позначати збірним терміном «модернізм» (модерн — новий). У цьому терміні немає спроби вичленити яку-небудь спільну рису — очевидні різноманітність і різноплановість майстрів. Об'єднує їх насамперед авангардизм — розрив з визнаними нормами і традиціями, бунт проти старих форм не тільки в мистецтві, але й у житті взагалі. У той же час у різних майстрів абсолютно різними були, з одного боку, цілі, а з іншого — тон і спрямованість протесту.
Особливо цінується вироблення власного, ні на кого не схожого образу, що пов'язано зі зміною загальних естетичних настанов. Якщо раніше головною естетичною категорією було прекрасне, все мистецтво попереднього сторіччя пронизане гуманізмом, то тепер популярною категорією стає потворне, ідеал цілісної людської особистості зникає, що часом веде до підриву фундаментальних основ творчості (наприклад, образотворче мистецтво відмовляється від зображувальності, образності). Головною цінністю визнається внутрішній світ художника, право без обмежень вибирати способи вираження своїх переживань, асоціацій.
Другу половину XX століття в мистецтві визначають як постмодернізм. Термін також досить широкий. Епоха постмодернізму так само далека від єдності, як і модернізм. Збереглися прихильники авангардизму першої половини сторіччя, який сам перетворився на класику. Не припиняється подальше новаторство. Водночас повернулася низка історичних традицій. Для багатьох пошук нових форм перестав бути самоціллю, а перетворився просто в один з вирізних засобів.

### Образотворче мистецтво

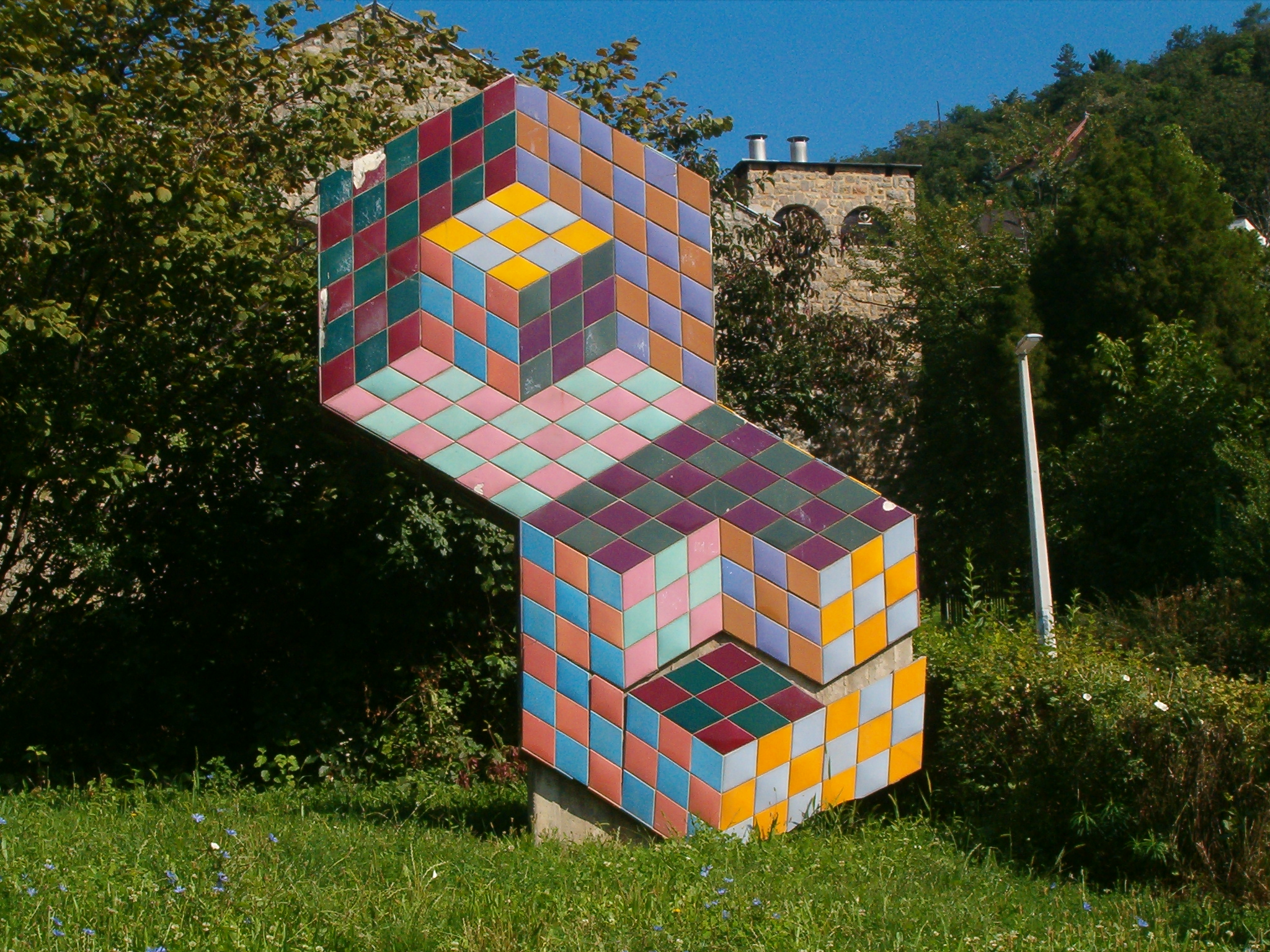
Оптична ілюзія Віктора Вазарелі.

Образотворче мистецтво стало сферою, де на початку століття найбільш наочно проявився розрив з традицією, художній пошук і новаторство. Щоб скласти про них уявлення, зупинимося на характеристиці деяких з нових напрямів.
Сюрреалізм («сюр» в перекладі з французької — понад, над) особливої популярності набув завдяки Сальвадору Далі. Прихильники цього напряму вважали, що раціональне збагнення дійсності не може слугувати джерелом творчості, і проголосили основою істинного мистецтва сферу підсвідомого: інстинкти, інтуїцію. Улюбленим прийомом сюрреалістів стало відображення сновидінь і галюцинацій, в яких наочніше усього розкривається підсвідомість. При цьому реальні логічні зв'язки замінювалися довільними асоціаціями самого художника. Картини Далі — це, як правило, химерні комбінації блискучо в живописному відношенні написаних компонентів. Сюжети часом безглузді, часом химерні, несподіване використання алегоричних образів. Наприклад, у полотні «Розп'яття», звертаючись до біблійного сюжету, який писали до нього тисячі художників, Далі обирає такий ракурс, якого не було ні у кого. Художнику не були чужі гострі соціальні мотиви. Причому часто самоцінним стає вже назва картини. Одним з символів сторіччя вважають відому роботу «Передчуття громадянської війни». Через всю творчість Далі проходить образ Гали — його дружини Галина Дьяконової (наприклад, «Атомна Леда»).
Абстракціонізм свідомо відкинув художній образ. Мистецтво саме по собі є реальність, вважають абстракціоністи, тому завдання художника — не наслідувати навколишню дійсність, а конструювати її за допомогою вільної імпровізації. У Росії й Україні на початку століття завдяки яскравим майстрам — Казимиру Малевичу і Василеві Кандінському набув поширення варіант абстракціонізму — супрематизм — в якому основу композиції картин складали геометричні фігури. «Чорний квадрат» Малевича визнається у певному розумінні програмним твором.

Річард Гамільтон, «Що робить наші сьогоднішні помешкання такими різними, такими привабливими?» (1956) — одна з найперших робіт поп-арту

Розквіт абстракціонізму припадає на 50-ті роки, коли живопис і скульптура такого роду стали загальновизнані, увійшли у побут «середнього» європейця й американця. Вперше значний самостійний центр образотворчого мистецтва складається у США, американські майстри зайняли провідне місце в абстрактному експресіонізмі. Його основоположник Джексон Поллок (1912—†1956) стверджував, що важливий не результат, а сам процес творчості і згадки про нього, що залишилися на полотні. Він відмовився від традиційної живописної техніки: розташувавши полотно на підлозі, художник розбризкував фарби з банок.
Одним з варіантів абстракціонізму стало також оптичне мистецтво (оп-арт) — засноване французом угорського походження Віктором Вазарелі. Ключовий елемент оп-арту — ритмічне чергування фігур або ліній одного кольору, що створює ілюзію руху. Композиції Вазарелі у 70-ті роки використовувалися в архітектурі передмістя Парижа як декоративне опорядження будинків.
Модерністські художники ще на початку століття стали використовувати як виразні засоби реальні предмети побуту, афіші, газети, рекламу. Ці та інші подібні предмети, вирвані з свого звичайного оточення, служили для створення довільних, звичайно дуже несподіваних і химерних комбінацій. Цей прийом склав суть поп-арту — який виник в кінці 50-их років в Англії і потім поширився в інших західних країнах. Найбільшу популярність у сфері поп-арту мали американці Джаспер Джонс і Роберт Раушенберг. Дж. Джонс першим з поп-художників удостоївся персональної виставки, де продемонстрував зображення американського прапора, букв алфавіту, цифр і мішеней для стрільби з лука. Завдяки Р. Раушенбергу поп-арт отримав міжнародне визнання. Раушенберг так сформулював свій творчий принцип: «Пара чоловічих шкарпеток не менше придатна для створення твору живопису, ніж дерев'яний підрамник, цвяхи, скипидар, олія і полотно». Найзнаменитіша робота Р. Раушенберга — опудало козла з надітою на нього автомобільною шиною.
Як це бувало і в попередні епохи, найвизначніші майстри підіймалися над вузькістю одного напряму. Тривале творче життя великого художника і скульптора Пабло Пікассо (1881—†1973) — один з символів мистецтва XX століття. Його творчість завжди була багатоплановою. В одних роботах Пікассо наближався до сюрреалізму, в інших помітний вплив абстракціонізму. Художник експериментував з палітрою, роблячи який-небудь колір домінуючим. Найвідоміші післявоєнні роботи художника виконані в реалістично-романтичній манері. Таким є малюнок «Голуб» (1947), що став емблемою миротворчого руху. Широкої популярності набула скульптура «Людина з ягням», що втілила в собі ідею захисника, доброго пастиря, яка має витоки з християнства. Ця скульптура встановлена на площі невеликого південнофранцузького містечка Валларіса перед «Храмом миру». Одним з найбільш пронизливих втілень в мистецтві жахів війни і протесту проти воєнного безумства стала картина Пікассо «Герніка». Її сюжет пов'язаний з подіями громадянської війни в Іспанії, коли під час нальоту німецької авіації повністю було знищене місто Герніка, за декілька годин загинули тисячі людей.

### Архітектура

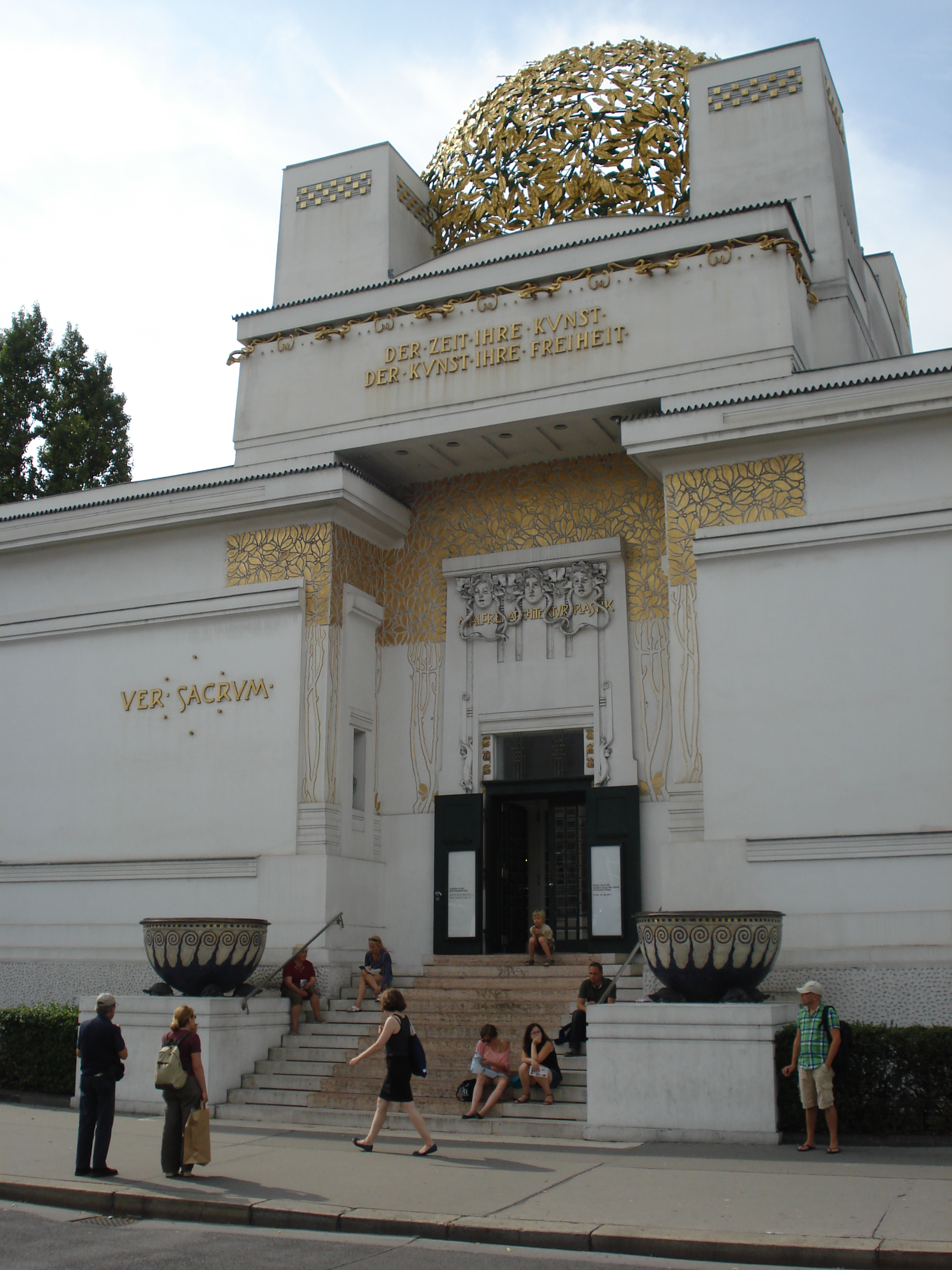
Відень.Виставковий павільйон спілки художників-модерністів «Сецесія», 1898 р.

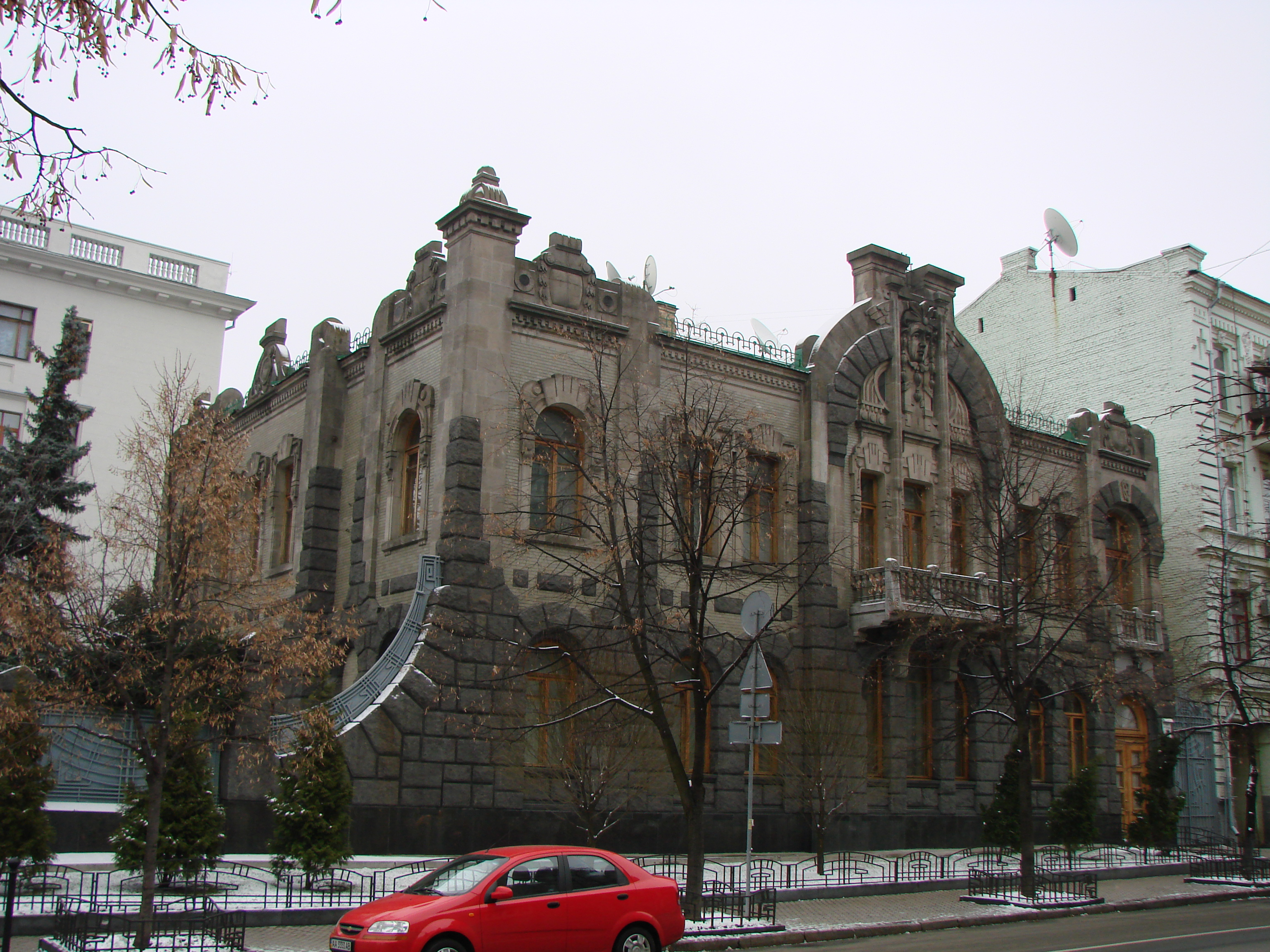
Київ. Особняк Аршавського, 1907 р.

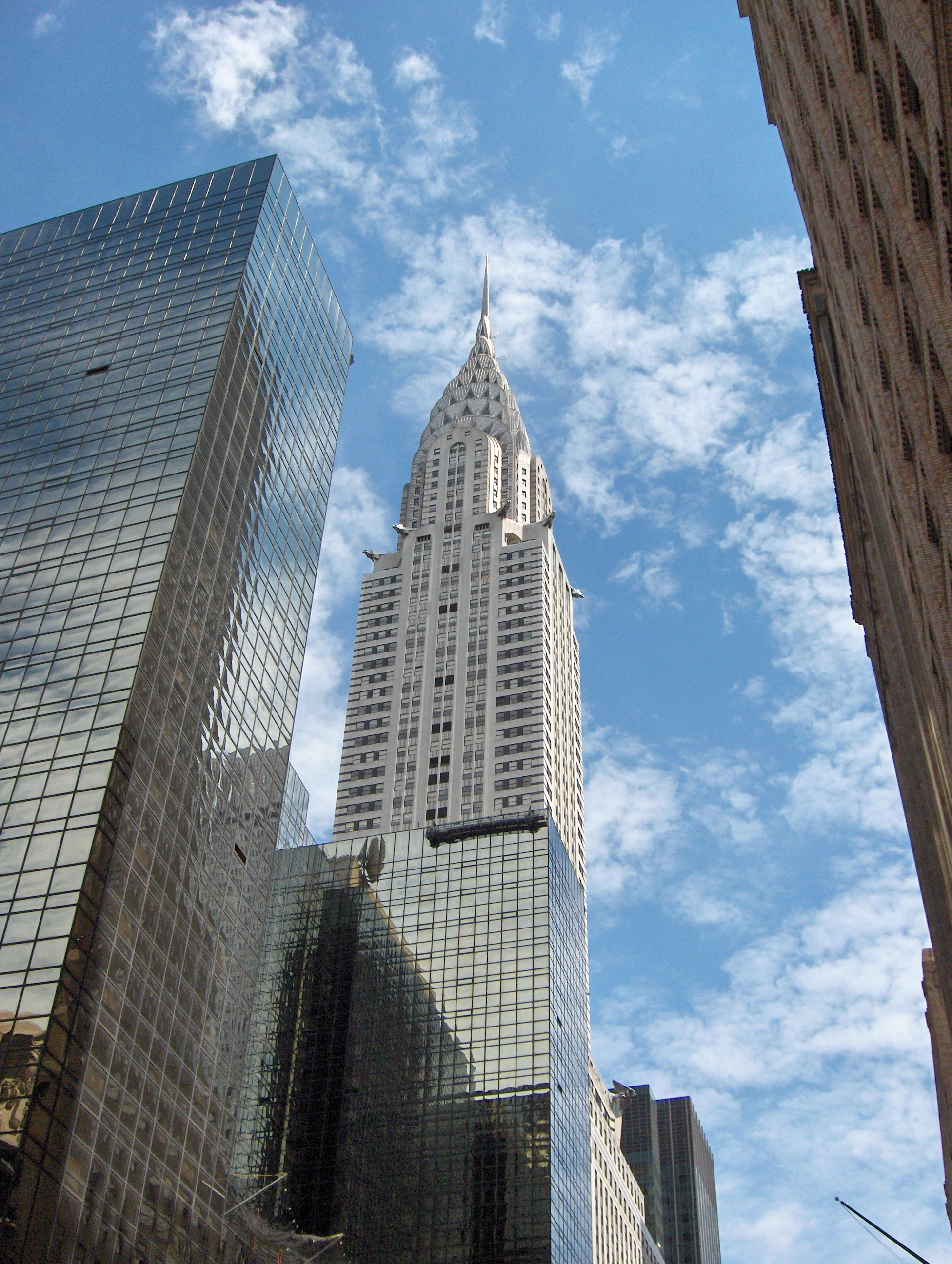
Нью-Йорк, Крайслер Білдинг, 1931 р.

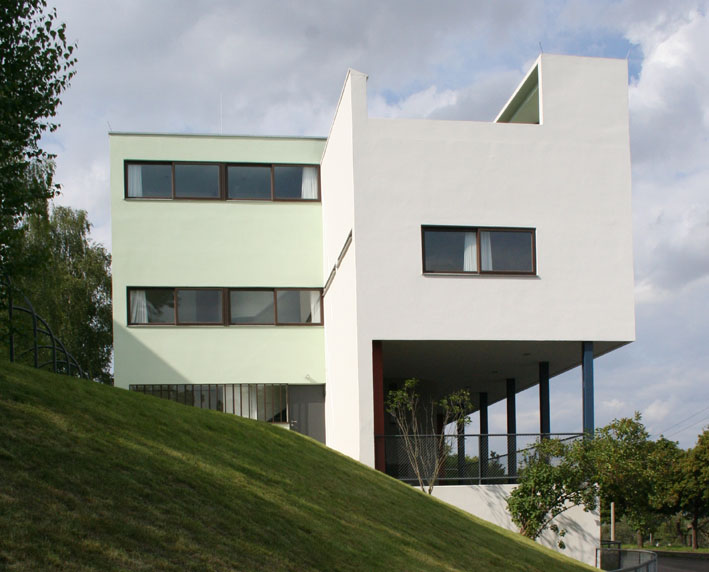
Ле Корбюзьє, будинок в Штутгарті.

Переворот, який відбувся в XX столітті в архітектурі, полягає не просто у появі нових форм, застосуванні нових матеріалів. Змінилася вся концепція цього виду творчості. Досі при проектуванні на першому плані стояли завдання естетичні, світоглядні, тепер же головним призначенням архітектури стає найраціональніше вирішення практичних, функціональних завдань — на перших етапах, а згодом — на подальших — від 50-их років — заперечення усього, такий собі деконструктивізм. Хай-тек від початків промислової революції у вигляді Кришталевого палацу, Ейфелевої вежі, дебаркадерів, центра Помпіду й до сучасних зиґуратів — у фаворі. Колоніальна архітектура як цілісність уже сформованих архітектурних ансамблів укупі із сучасними трендами, віяннями і візіями набула все більшої виразності.

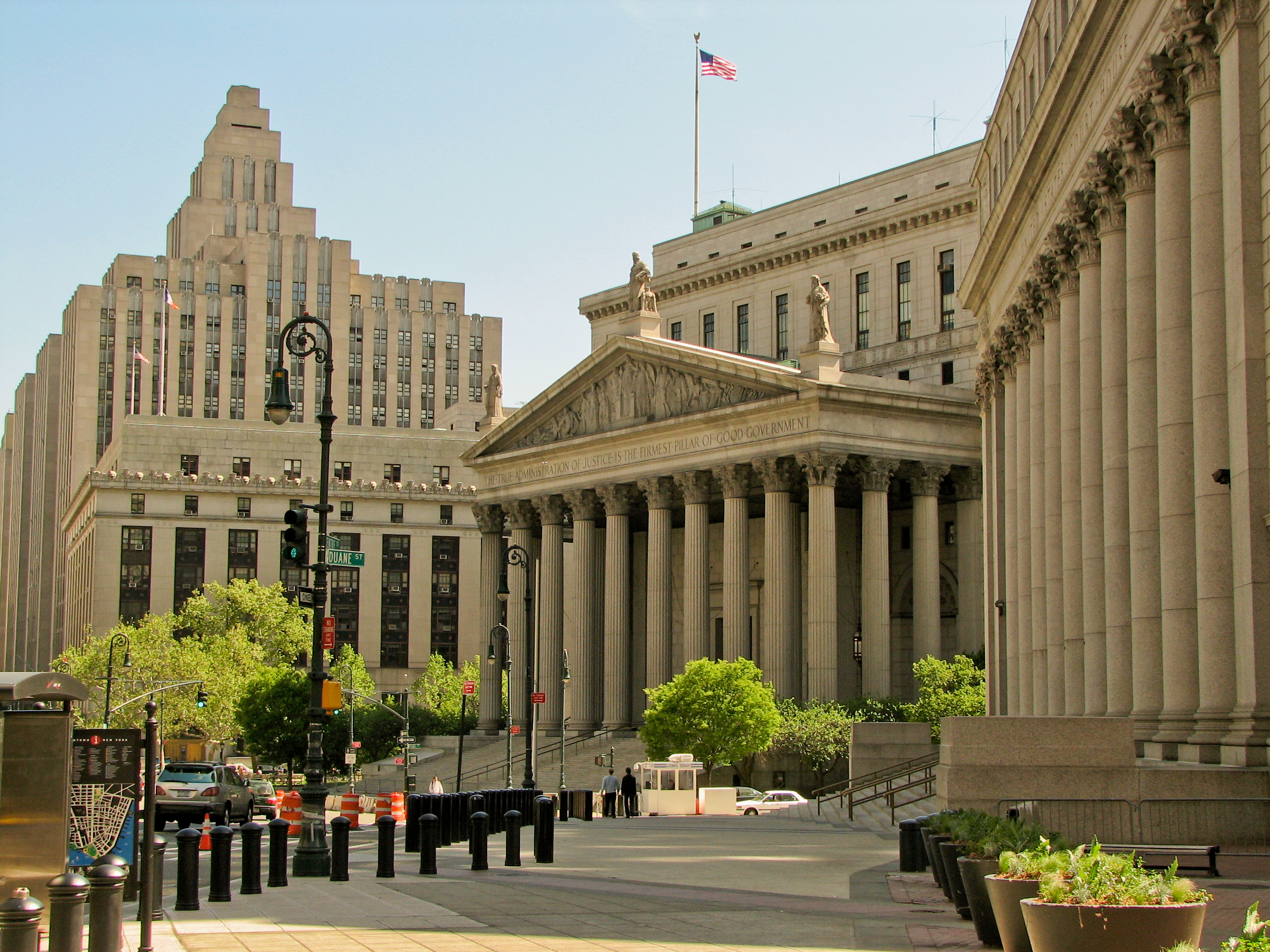
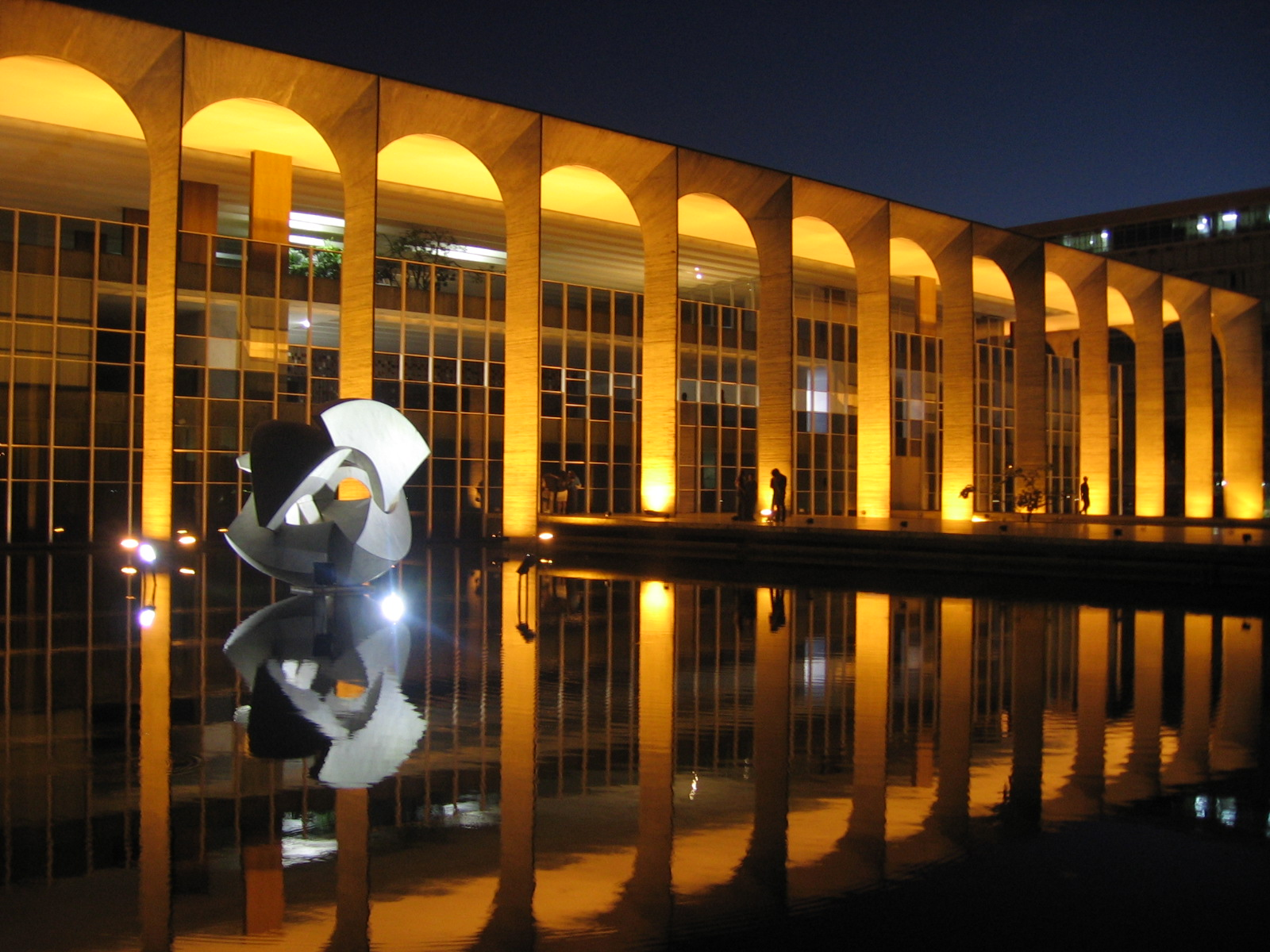
Арх. Оскар Німейєр. Бразиліа, Міністерство іноземних справ.

В архітектурі, як і в живописі, літературі, музиці, пошуки нового стилю почалися на рубежі століть у рамках модернізму. Спочатку вони були вираженням ідейного протесту проти колишніх форм і відстоюванням права на індивідуальну творчість. Авангардизм полягав у чисто зовнішньому спрощенні форм, відмові від традиційних декоративних прикрас, матеріалів.
Справжня архітектурна революція пов'язана з оформленням у 20-ті роки функціоналізму як провідного напряму. Він утвердив такий основний принцип: «форма іде за функцією». Ключовою фігурою, чия творчість визначила магістральні шляхи розвитку будівництва у XX столітті, став архітектор надзвичайної інтелектуальної і художньої сили — Ле Корбюз'є. Він народився у Швейцарії, але жив і працював в основному у Парижі. У своїх численних яскравих теоретичних роботах він сформулював принципи функціоналістської архітектури:
- 1) колони, що підіймають будинок над землею;
- 2) сад на даху;
- 3) вільний план;
- 4) горизонтальне вікно;
- 5) вільний навісний фасад.

Ле Корбюз'є розробив і застосував революційний принцип у техніці будівництва: він всю систему каркаса споруди звів до двох елементів — опори і перекриття. Таким чином, для внутрішнього планування відкривався повний простір. Це рішення також розкривало широкі можливості для масового будівництва. Фахівці оцінюють значення цього відкриття таким чином: «Принцип відділення несучої конструкції від планувального рішення належить до найглибших змін, які XX сторіччя привнесло в архітектуру».
Функціоналізм виявився настільки співзвучним і з новими естетичними запитами, і з новими технологічними можливостями, що став основою міжнародного стилю, який оформився на кінець 20-х років. У його рамках органічно розкрилися можливості будівельного матеріалу сторіччя — залізобетону. Певна національна своєрідність, відмінності архітектурних шкіл існують в межах міжнародного стилю. Він був типовим для американської архітектури Нью-Йорка з його хмарочосами, зосередженими на Мангеттені. Найзнаменитіші адміністративні будівлі — це Емпайр-Стейт-Білдінг (398 м висотою) і комплекс хмарочосів Рокфеллер-центр.
У Радянському Союзі отримав популярність близький за духом напрям — конструктивізм (тобто конструкція — основа усього архітектурного рішення). У деяких спорудах того часу простежувалося поєднання конструктивізму і класичної традиції (наприклад — мавзолей Володимира Леніна, побудований за проектом О. В. Щусева).
У другій половині сторіччя зростає взаємозв'язок архітектури і містобудування загалом. З'являються збірні, пневматичні конструкції, синтетичні матеріали. На зміну традиційним художнім ремеслам прийшов дизайн. Дуже багато прихильників знаходить собі техніцизм — особливо при будівництві багатоповерхових будівель, але він все одно не домінує, а співіснує з безліччю різних шкіл і напрямів, в тому числі тих, які відроджують традиційні стилі (наприклад, класицизм).
Примушує задуматися над перспективами архітектури у наступному сторіччі такий факт. За опитуванням архітекторів — учасників дуже престижної будівельної виставки у Лас-Вегасі у 1999, були названі 10 найвидатніших споруд XX ст. Більшість споруд, які потрапили до списку, виділяються не своїми естетичними перевагами, а масштабами і складністю конструкцій. На першому місці виявився Євротунель під протокою Ла-Манш. Були також названі Панамський канал, федеральна система автомобільних доріг США, Асуанська гребля, міст через протоку Золоті ворота у Сан-Франциско. Єдиний виняток становила будівля Сіднейського оперного театру.

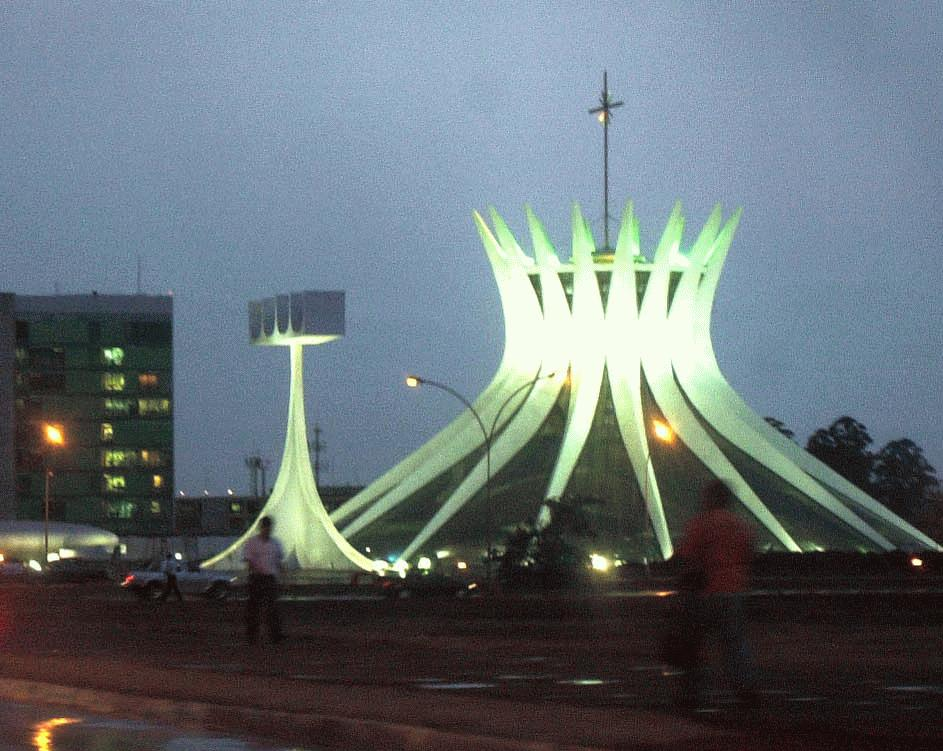
м. Бразиліа, Кафедральний собор вночі
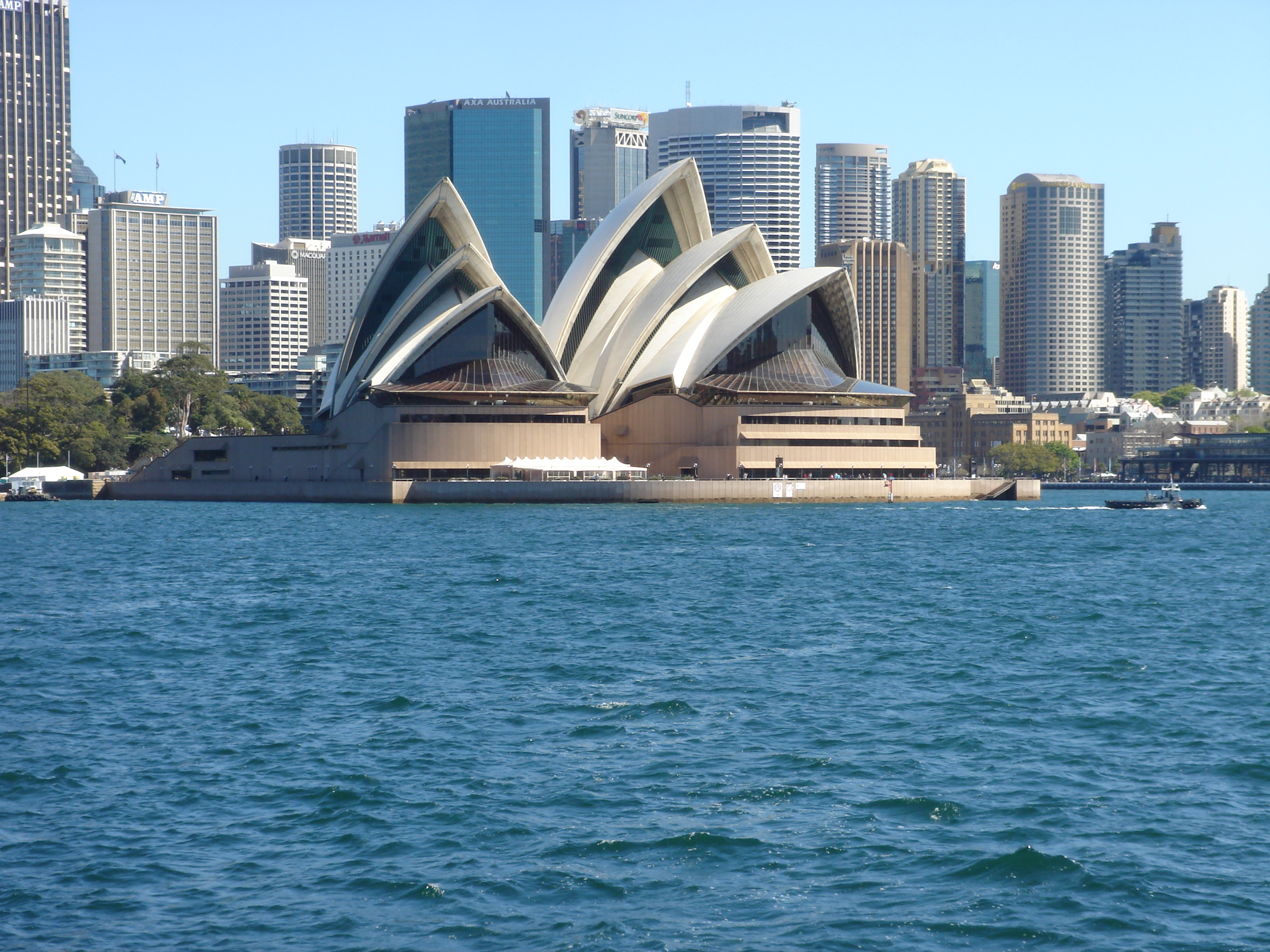
Сіднейський оперний театр
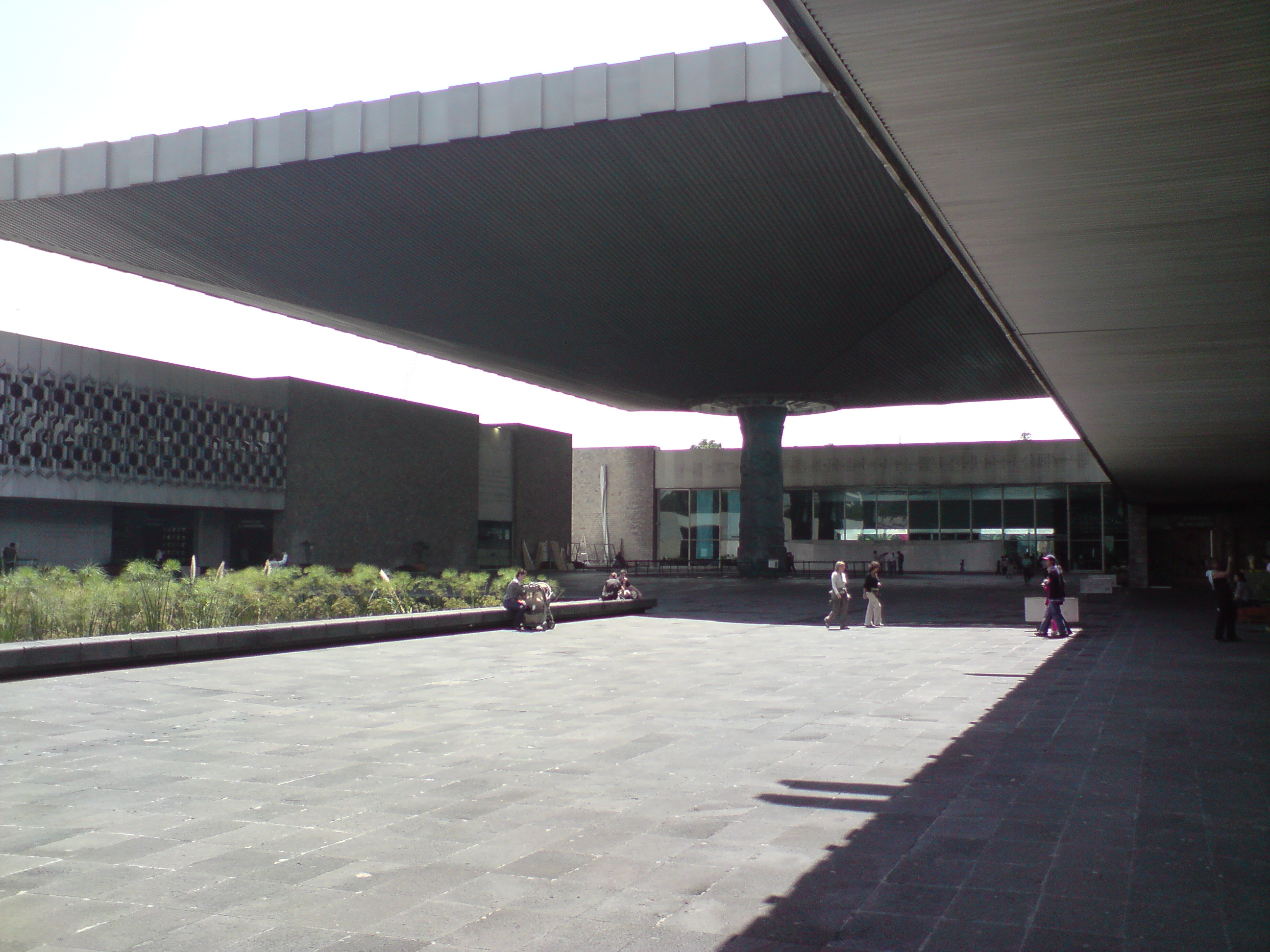
Мехіко, Національний музей антропології, внутрішній дворик
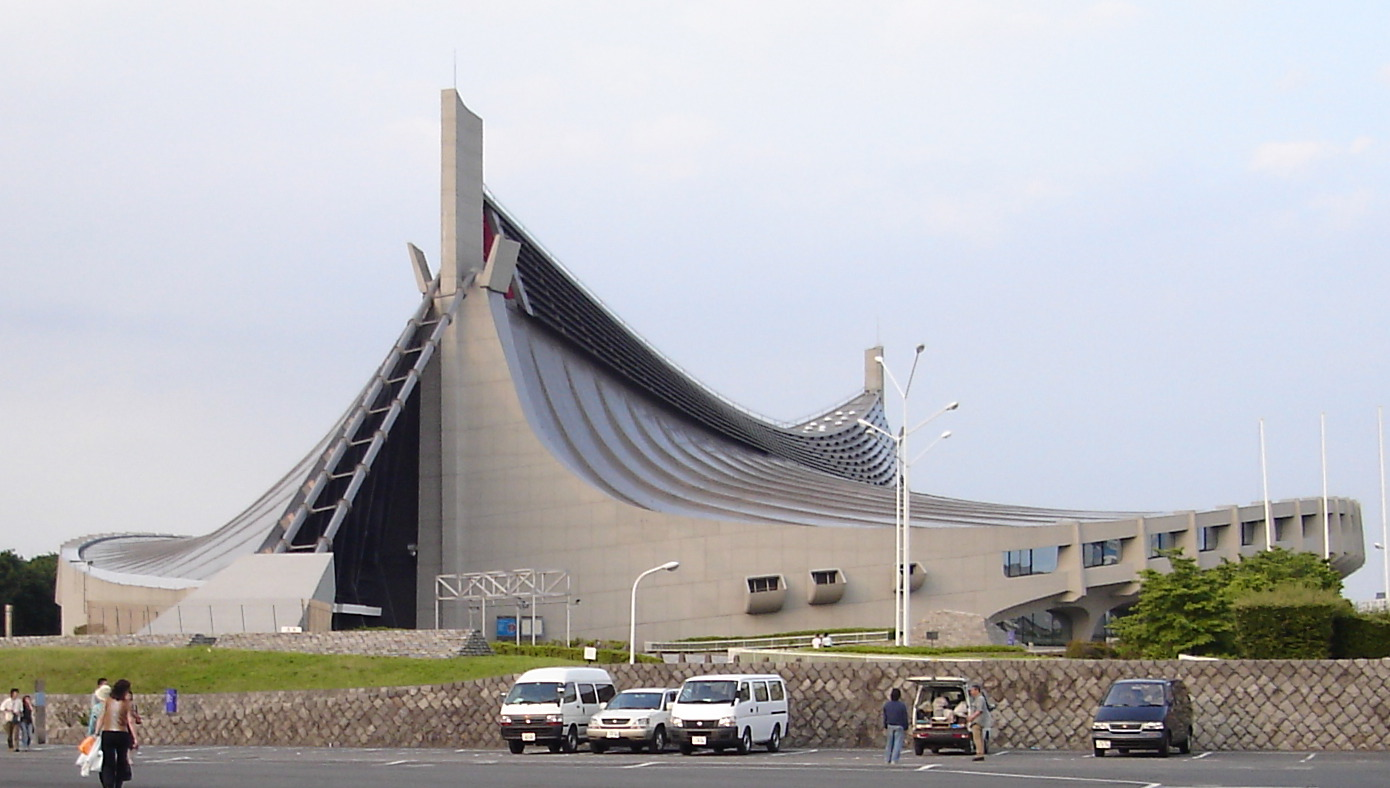
Арх. Кендзо Танге. Олімпійський центр в Токіо, 1964 р.
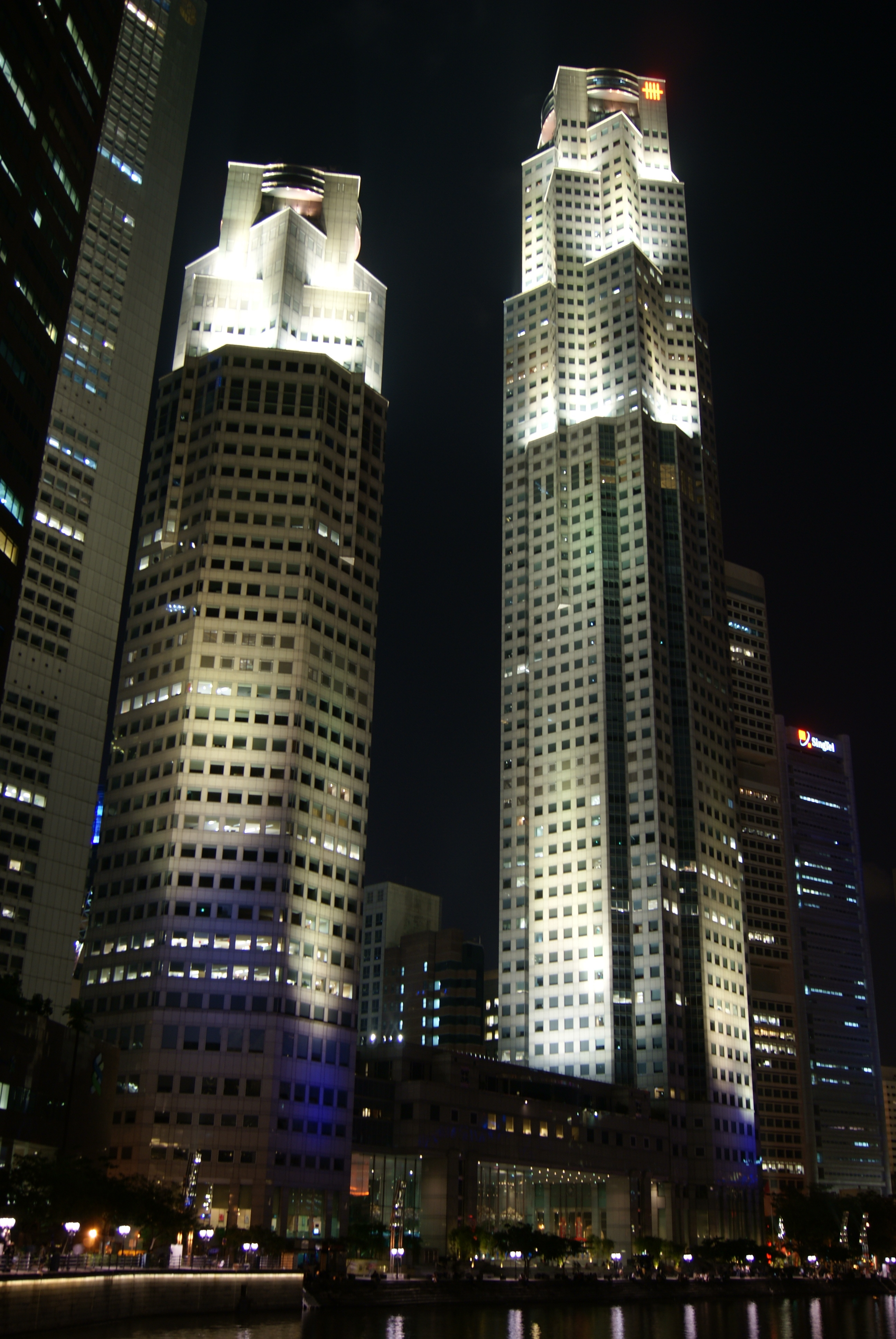
Арх. Кендзо Танге. Майдан УОБ, Сінгапур
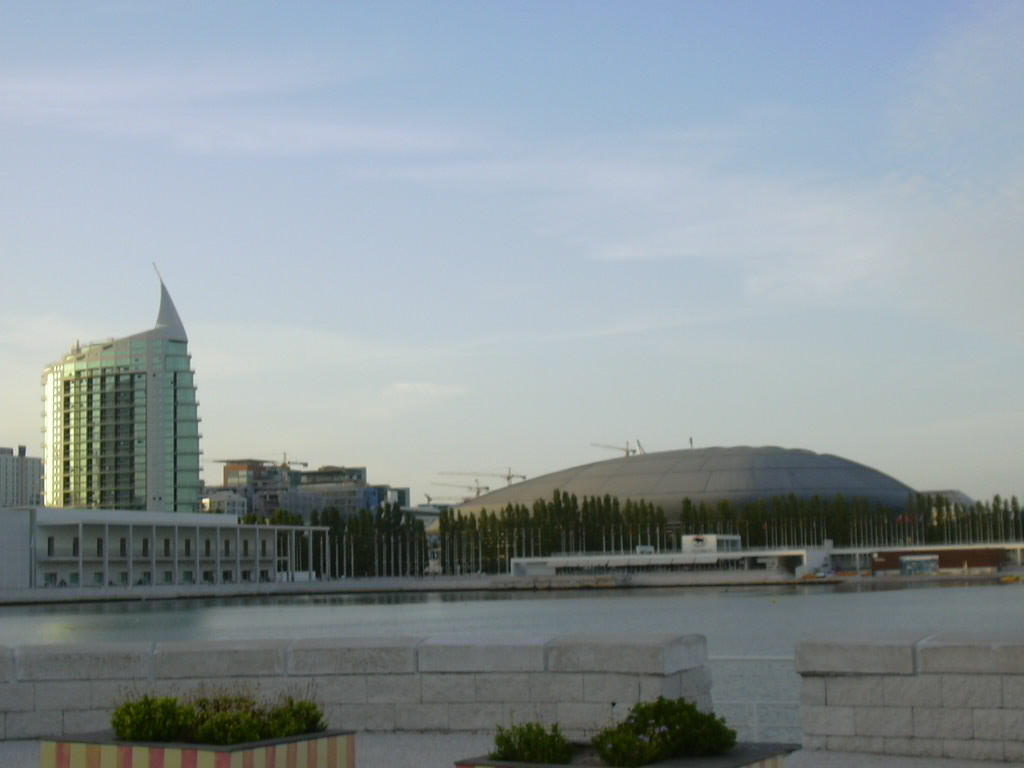
Центр Васко да Гама і Атлантичний павільйон, Лісабон, 1998 р.
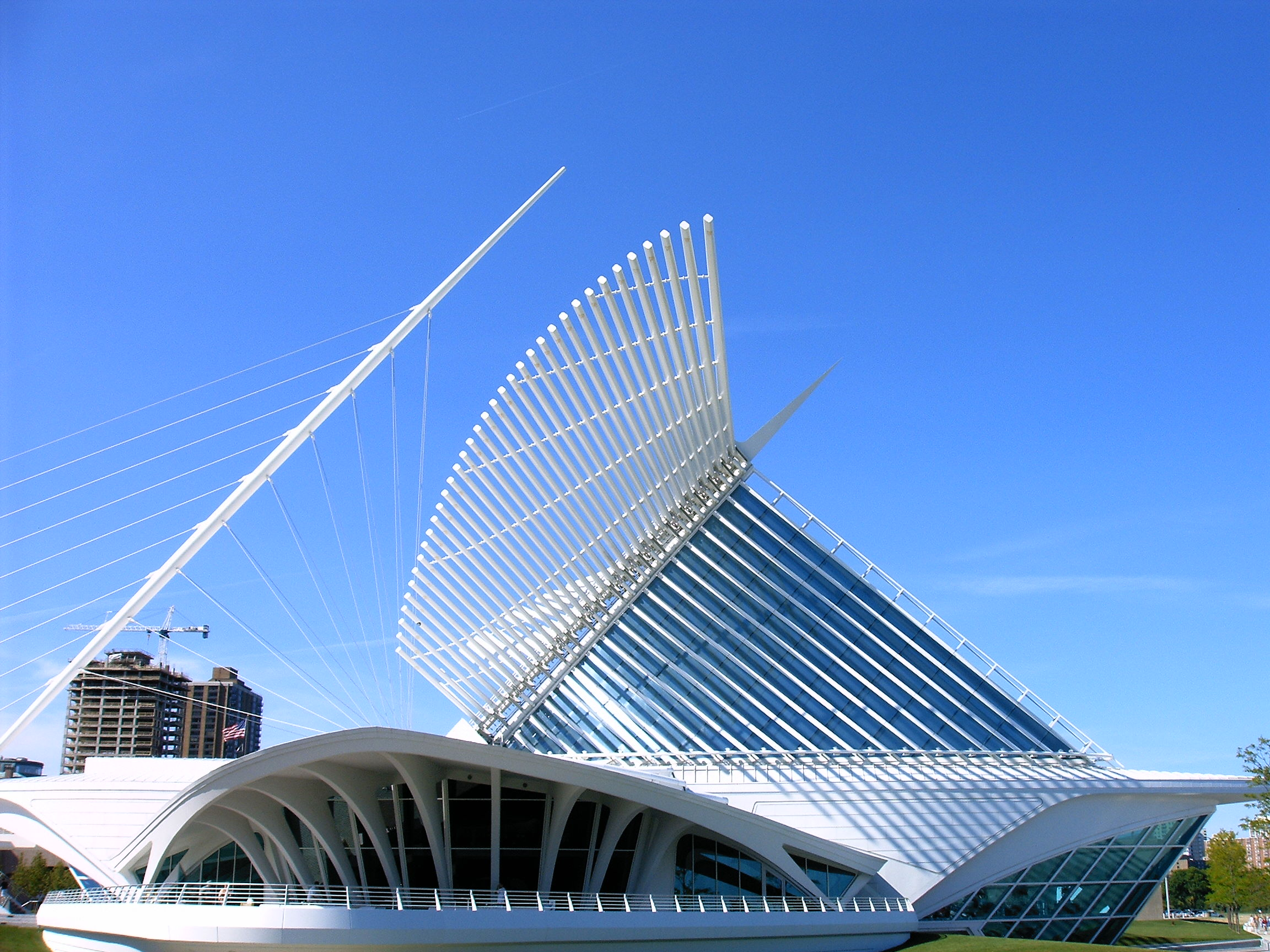
Калатрава. Художній музей Мілвокі, США.
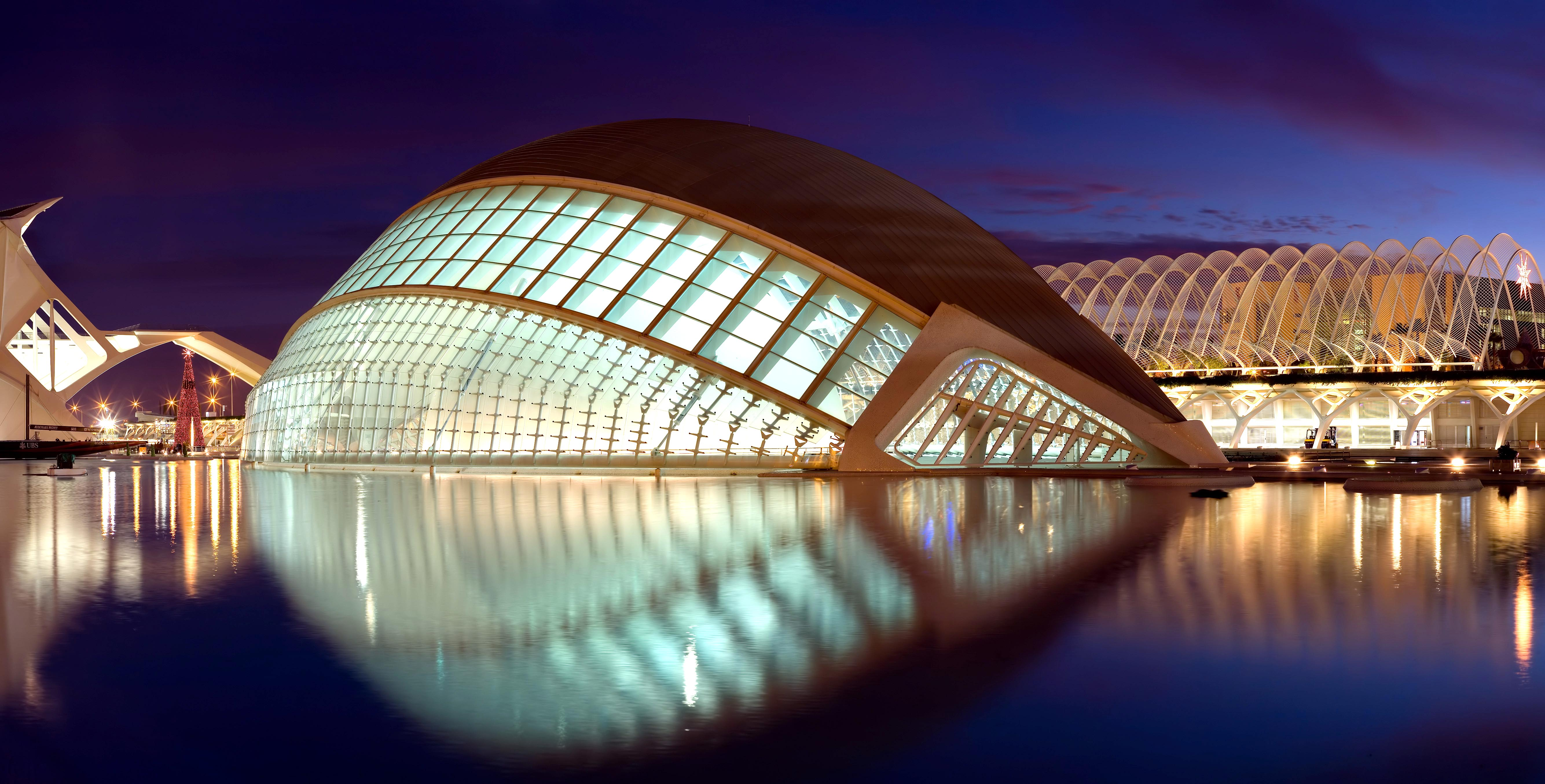
Калатрава. Місто мистецтв та наук. Валенсія.

## Театр і музика
Що стосується театру, то за свою попередню історію він пройшов складний шлях від дуже умовного дійства до постановок, які мали разючу життєвість. У XX ст. революційність побачили якраз у зворотному: у максимальній театральності, що розуміється як умовність, використанні різких вирізних засобів. У 20-і роки одночасно у Москві розгорнулася творчість режисерів-новаторів. Свій театр організував В. Мейєрхольд, який радикально оновлював виразні засоби, навіть використав прийоми російського балагану, залучав публіку до сценічної дії. Євген Вахтангов висунув лозунг «фантастичного реалізму». Олександр Таїров був прихильником крайніх сценічних форм, противником напівтонів.
Ще одна відмінність від інших видів мистецтва пов'язана з тим, що театральне мистецтво залежніше від держави, схильне до політичного впливу. Тут немає компромісного варіанта «відкласти видання», не можна ховатися за повною умовністю живописних образів.
Однією з найзначніших особистостей, які формували театр XX ст., був німецький драматург, письменник, режисер і теоретик Бертольд Брехт. Він розвивав інтелектуальний напрям. Прихильник соціалістичних ідей, він почав свою творчість «Тригрошовою оперою», поставленою режисером Ервіном Піскатором, основоположником політичного театру (пізніше влада організувала банкрутство його театру). У часи нацизму Брехт був вимушений емігрувати, після війни очолив у Німецькій Демократичній Республіці знаменитий театр «Берлінер ансамбль». Брехт виробив особливий вид драми — параболу — розгорнену багатими подіями притчу, повну конфліктів глобального характеру («Мама Кураж і її діти», «Життя Галілея», «Добра людина з Сезуана», інші).
Музика зазнавала процесів, схожих з іншими видами мистецтва. З рубежу віків почався інтенсивний пошук нової сучасної мови, що призвело до невідомого раніше багатоманніття музичних стилів і напрямків. Найрадикальніший крок в цьому напрямку зробив А. Шенберг — винахідник атональності і додекафонії. Паралельно з ним творили імпресіоністи Клод Дебюссі та Моріс Равель, представники неокласицизму Ігор Стравінський, Пауль Хіндеміт, традиції романтизму продовжували Сергій Рахманінов та Ріхард Штраус, класиками радянської музики стали Сергій Прокоф'єв та Дмитро Шостакович, поєднання класичних традицій з елементами джазу властиве творчості Джорджа Гершвіна. Класичне виконавське мистецтво XX століття представлено іменами Герберта фон Караяна, Д. Макропулоса, Ієгуді Менухіна, Євгена Свєтланова.
XX ст. ознаменоване відкриттям і феноменально швидким поширенням нових видів і жанрів музики, музичної творчості, розрахованих на масову аудиторію. Так у 20-і рр. завойовує популярність джаз, а у 50-60-і — рок. Одним з виконавців — визнаних реформаторів популярної музики XX століття — був американський співак Елвіс Преслі. Він у середині 50-х рр. завоював сцену для рок-н-ролу — синтетичного напряму, який виник зі сплаву блюзу, джазу, свінгу та інших напрямів. Його продовжувачами стали Кліфф Річард, «Енімалз», «Роллінг Стоунз» і багато інших. Епоху в рок-музиці XX ст. склала творчість «The Beatles» — квартету у складі Джона Леннона, Пола Маккартні, Джорджа Гаррісона і Рінго Старра. Почавши виступи у 1960, «хлопці з Ліверпуля» незабаром завойовують своїми піснями всі топ-позиції престижних хіт-парадів. Хоч і в 1970-му році група випускає останній альбом і розпадається, пісні «Бітлз» не втрачають свіжості і користуються досі величезною популярністю. Рок-музика здобуває прихильність молоді на всіх континентах, незалежно від мови і релігії та стає символом протесту проти усталених традицій. До кінця століття виникали і зараз виникають численні напрями, різновиди популярної музики, але революційних зрушень більш не відбувалось.
Останню третину XX століття в музиці розглядають під знаком постмодерну. Якщо музика епохи модерну розглядалася, як спосіб вираження, то в епоху постмодерну музика стає видовищем, продуктом масового споживання та індикатором групової ідентифікації.

## Доба кінематографу
Характерна особливість художнього життя нашого сторіччя полягає у тому, що за своєю популярністю, впливовістю традиційні види мистецтва, і навіть література, відступили і віддали пальму першості кінематографу, який виник у самому кінці XIX ст. Вже у XX ст. було відкрито технічні, художні прийоми, які перетворили кіно з атракціону на мистецтво. Першим режисером, який застосував технічні трюки і монтаж для розвитку кіно, був француз Жорж Мельєс (фільми «Подорож на Місяць», «Подорож через неможливе»).
З 1908 починається зйомка так званих «художніх серій» — знятих на плівку театральних вистав, інсценувань літературних творів. Один з найвідоміших серіалів «Граф Монте-Крісто» був знятий у Голлівуді — містечку на півдні Каліфорнії, майбутньому передмісті Лос-Анджелеса. У 1909 р. таверну на головній вулиці містечка (бульвар Сансет) перетворили на кіностудію. Кіноіндустрія народилася на північному сході США й облаштувалася саме в Каліфорнії, де значну частину року стоїть ясна сонячна погода і можна вести зйомки практично цілий рік (з появою спеціалізованих павільйонів значення клімату, зрозуміло, зменшилося). Проходить ще десятиріччя, і кіно диференціює свої жанри, створює нові. З'являються детективи, комічні фільми, вестерни. Великою популярністю починають користуватися багатосерійні пригодницькі фільми. У 20-і роки кіно стає справді масовим мистецтвом, чому сприяла, зокрема, творчість таких відомих американських режисерів, як Д. У. Гріффіт і Т. Інс. Багатий смисловий зміст і філософська глибина зближували їх найкращі твори з ідеями й образами світової художньої літератури.
У роки німого кіно почалася діяльність видатного актора і режисера, геніального коміка всіх часів — Чарлі Чапліна. Почавши з трюкових комічних фільмів (і досягши в цьому жанрі неперевершених вершин), Чаплін згодом створив фільми, які увійшли до золотого фонду світового мистецтва: «Малюк», «На плече!», «Цирк», «Золота лихоманка», «Великий диктатор». Німий кінематограф мав свої шедеври (наприклад, фільм, визнаний згодом одним з найкращих фільмів всіх часів і народів,- «Броненосець „Потьомкін“» радянського режисера Сергія Ейзенштейна).
Еру звукового кіно відкрила картина режисера А. Кросленда «Співак джазу» (студія «Ворнер бразерз»), знята у 1927 р. У радянському кіно першими звуковими стрічками були «Путівка в життя» (режисер Микола Екк) і «Зустрічний» (режисери С. Юткевич і Ф. Ермлер). З появою звуку і кольору кіно знаходить небачені раніше виражальні можливості. Кіно стає здатним поглинати глядача, захоплювати всю його істоту подіями, які відбуваються на екрані, — кіно не тільки «копіювало», відображало життя — воно саме було таким життям (і навіть більш ніж просто життям) для мільйонів глядачів, даючи багатьом з них не тільки відпочинок і розвагу у години дозвілля, але також і утіху, надію, забуття. Не випадково Голлівуд, де розміщуються найбільші і найвідоміші кіностудії, іменується не інакше, як «фабрика мрій». У 1939 р. Голлівуд випустив перший кольоровий фільм. Це були «Віднесені вітром» (за романом Маргарет Мітчелл, у головних ролях Вів'єн Лі і Кларк Гейбл) — фільм, який досі не залишає глядачів байдужими.
Склався перевірений набір засобів, за допомогою яких і досі забезпечується гарантований успіх кінопродукції Голлівуда (насамперед, касовий) у широких глядацьких колах: гостра, динамічна фабула, яскраві (і, як правило, нехитрі) типажі і виразна чуттєвість, яка посилюється блискучою зовнішністю акторів. Останнім часом у фільмах все більше і більше присутнє насильство. За таким «рецептом» зроблені і «Хрещений батько» (режисер Френсіс Коппола), і «Титанік» (режисер Джеймс Камерон), і десятки інших стрічок. Це не виключає появи справжніх високохудожніх стрічок. Одним з найблискучіших сучасних режисерів по праву вважається Стівен Спілберг, який з однаковим успіхом працює як у пригодницькому жанрі (трилогія про Індіану Джонса, «Щелепи», «Парк Юрського періоду»), комедії («Дорога на Голлівуд»), так і в серйозному жанрі («Список Шиндлера»).
Додаткову увагу привертає щорічне визначення найкращих робіт і вручення призу — «Оскара». Сьогодні американському кінематографу належить тверде і безумовне лідерство у світовому прокаті, яке базується насамперед на фінансових і технічних можливостях.
Творчі пошуки майстрів різних країн створювали виразну мову сучасного кіномистецтва. Умінням виражати найскладніші ідеї і смислові відтінки, відображати найтонші душевні стани і пориви прославився майстер філософського кіно шведський кінорежисер Інгмар Бергман. Глибока змістовність і символічна багатоплановість відрізняли роботи талановитого українського режисера Олександра Довженка («Земля», «Україна у вогні»), самобутнього російського режисера Андрія Тарковського («Іванове дитинство», «Андрій Рубльов (фільм)», «Дзеркало», «Соляріс (фільм, 1972)», «Сталкер (фільм)», «Жертвоприношення» та ін.).
У період після Другої світової війни незвичайна популярність прийшла до італійського неореалістичного кінематографа, традиції якого продовжилися і згодом (Федеріко Фелліні, Роберто Росселліні, Вітторіо де Сіка, Мікеланджело Антоніоні).
Незабаром після війни на західних кіноекранах був продемонстрований фільм «Расемон» японського режисера Акіри Куросави. Так вийшло, що це був перший азійський фільм у західному прокаті, Куросава став одним з найвідоміших режисерів світу, а азійський кінематограф зайняв гідне місце у світовому художньому процесі.

## Масова культура
До числа принципово нових явищ, пов'язаних саме з XX ст., належить виникнення такого культурного феномена, як «масова культура». Цей термін був введений американською соціологією і почав широко вживатися. Факт існування масової культури ніхто не заперечує, але її розуміння і ставлення до неї дуже різне. Американський соціолог Б. Розенберг пише: 
| „Чи є масова культура мерзенністю, нешкідливим заспокійливим засобом або ж благословенням божим? Це — питання гострих дискусій, в яких ніхто не хоче поступатися… Навіть тепер, коли більшість з нас втомилася від полеміки один з одним, питання не просунулося“. |
Поняття «масова культура» є частиною загальнішої концепції «масового суспільства». Сумарне визначення масового суспільства приблизно таке. Особливості сучасного суспільства пов'язані з виникненням масового виробництва і масового споживання. Бурхливе зростання населення, особливо міського, збільшення середнього терміну життя людей змінили саму структуру раніше роз'єднаного суспільства, а розвиток засобів масової комунікації привів, уперше в історії, до його об'єднання в єдине ціле.
Тривалий час культура розпадалася на народну (традиційну) і професійну культуру. В умовах індустріального суспільства практично повсюдно традиційна культура, пов'язана з сільським укладом, пішла в минуле. Утвердилися інші стандарти. Незрівнянно більше число людей зайняте тепер виробництвом і споживанням продуктів професійної культури. Відразу ж виникає питання: який характер носить ця культура, які існують критерії масової культури?
Зрозуміло, що недостатньо вказати на розмір аудиторії — вона, безперечно, непропорційно зросла в порівнянні з попередніми періодами. На думку більшості соціологів, вирішальною межею у визначенні масової культури є ринкові умонастрої, які трактують мистецтво, науку, релігію як предмет споживання (див. споживацтво), підпорядкований економічним міркуванням. Саме в цьому пункті масова культура назавжди розходиться із справжньою культурою. Справжні художники зайняті внутрішнім процесом своєї роботи. Навпаки, художника з сфери масового мистецтва оцінюють за «продуктивністю», за реакцією аудиторії і, як підсумок, за прибутком або збитком. Оцінка масового мистецтва не пов'язана з його естетичним значенням, має значення тільки ступінь впливу на аудиторію. На вивчення результатів впливу витрачаються значні кошти. Знання ринку обов'язкове для всіх виробників масової культури. Дуже характерна її ознака — циклічність: якщо що-небудь має успіх, то тут же виготовляється серія подібної продукції.
Однак критерій комерційного успіху ще недостатній. Адже твори високого мистецтва можуть мати не тільки творчий, але й комерційний успіх. У свою чергу, працюючи в формах масової культури, художник може виразити свій час, піднятися до справжньої творчості.
В принципі, вже склалося уявлення, яке коло явищ належить до масової культури. Це та частина популярних розважальних жанрів (детективно-поліцейських, пригодницьких, мелодраматичних, комедійних романів, п'єс і фільмів, естрадної музики, коміксів тощо), яка відмічена печаттю шаблону і стереотипів, розрахована на споживче, а не самостійне, творче сприйняття. Крім того, це значна частина продукції засобів масової інформації (коли інформація втрачає об'єктивність, набуває комерційного забарвлення), певні явища в моді.
Масова культура може вбирати в себе і переробляти найрізноманітніші явища. Наприклад, рух «Хіппі», що склався як рух соціального протесту, досить швидко був увібраний масовою культурою. Або вужчий приклад: в 1968 р. в Парижі, після великих студентських хвилювань, у продажі з'явилися прикраси у вигляді пластмасових «булижників». У сувеніри перетворилися уламки зруйнованої в 1989 р. Берлінської стіни. Справжнє шоу було влаштоване літом 1999 р. з останнього в XX ст. сонячного затемнення.
Масова культура миттєво використовує всі технічні новинки. Справжнім зачинателем естетики масової культури був Голлівуд. Незмірно розширила можливості маскультури поява телебачення, техніки відео. Неймовірної популярності набули так звані «мильні опери» — нескінченні телевізійні серіали. Особливо спеціалізується на них кіновиробництво країн Латинської Америки. Уперше схожі постановки з'явилися на радіо в 30-і роки, сюжет з продовженням включав і рекламу компаній, що виробляли мийні засоби, оскільки вони фінансували трансляції.
Історично з кінематографом пов'язаний такий важливий елемент масової культури, як культ зірок. Розцвів він в еру телебачення. «Створення» зірок в галузі мистецтва, особливо естрадного, спорту, моди зробилося справжньою індустрією. Ключовою фігурою тут є не сам митець, а продюсер.
Комерційне мистецтво і література з їх штампами, реклама, комікси, бульварна друкована продукція отримали узагальнене визначення — «кітч». Це слово виникло на рубежі XIX — XX ст. в німецькому літературному середовищі як синонім вульгарних літературних виробів. Зараз воно розуміється широко — несмак взагалі, різні форми підробок під справжнє мистецтво. У Франції навіть видана своєрідна антологія «Кітч».
Ще один негативний чинник, пов'язаний з масовою культурою, — зниження віку людей, що охоплюються впливом засобів масової пропаганди, аж до підлітків і дітей. Могутнім каналом такого впливу стала відеогра. Впадає у вічі різниця у змісті вітчизняних та американських мультиплікаційних фільмів. Найчастіші сюжети, наприклад, «Качиних історій», — це або спроба збагачення, або загроза розорення. Серед молоді різних країн найпопулярнішим став складений виключно з музичних відеокліпів телевізійний канал MTV.
У рамках масової культури розгортається американська культурна експансія в масштабах всього світу. Низка країн — Франція, Італія — намагаються на державному рівні припинити цей процес, але поки що без помітних результатів. Внаслідок певної ізольованості Радянського Союзу вітчизняна культура раніше не відчувала на собі тиску, зараз ми можемо спостерігати цей процес і в Україні.
Свою роль в посиленні впливу масової культури відіграє і позиція художньої інтелігенції з її переважаючими елітарними настроями.
Підсумком розвитку людства на кінець XX сторіччя є культурна ситуація, яку характеризують такі процеси:
- перетворення людства у взаємопов'язану, взаємозалежну цілісність, що пов'язано з якісно новими технічними, технологічними, інформаційними, комунікативними можливостями;
- набуття глобальним розвитком яскраво виражених рис катастрофічності (наростання агресивності і насильства, поява засобів масового знищення, геноцид, світові війни, глобальні проблеми);
- різке розширення можливостей людини впливати на умови свого існування, особливо на природу, створювати і перетворювати штучно матеріально-речове середовище.

Звідси випливають характеристики сучасної художньої культури:
- уніфікація і стандартизація (принципово нові можливості поширення зумовлюють спрощення явищ культури, посилення ролі «масової культури»);
- інтернаціоналізація культурного життя, глобалізація процесів;
- виникнення нових, синтезних (синтетичних) видів творчої діяльності, нових жанрів мистецтва і способів творчого самовираження: кінематографа, дизайну, мультиплікації (анімаційного кіно), взаємопроникнення видів і жанрів мистецтва, стирання граней між стилями;
- диференціація культурних форм (поява безлічі нових стильових напрямів, прагнення представників національних культур зберегти свою самобутність).